# Eva Mamlok

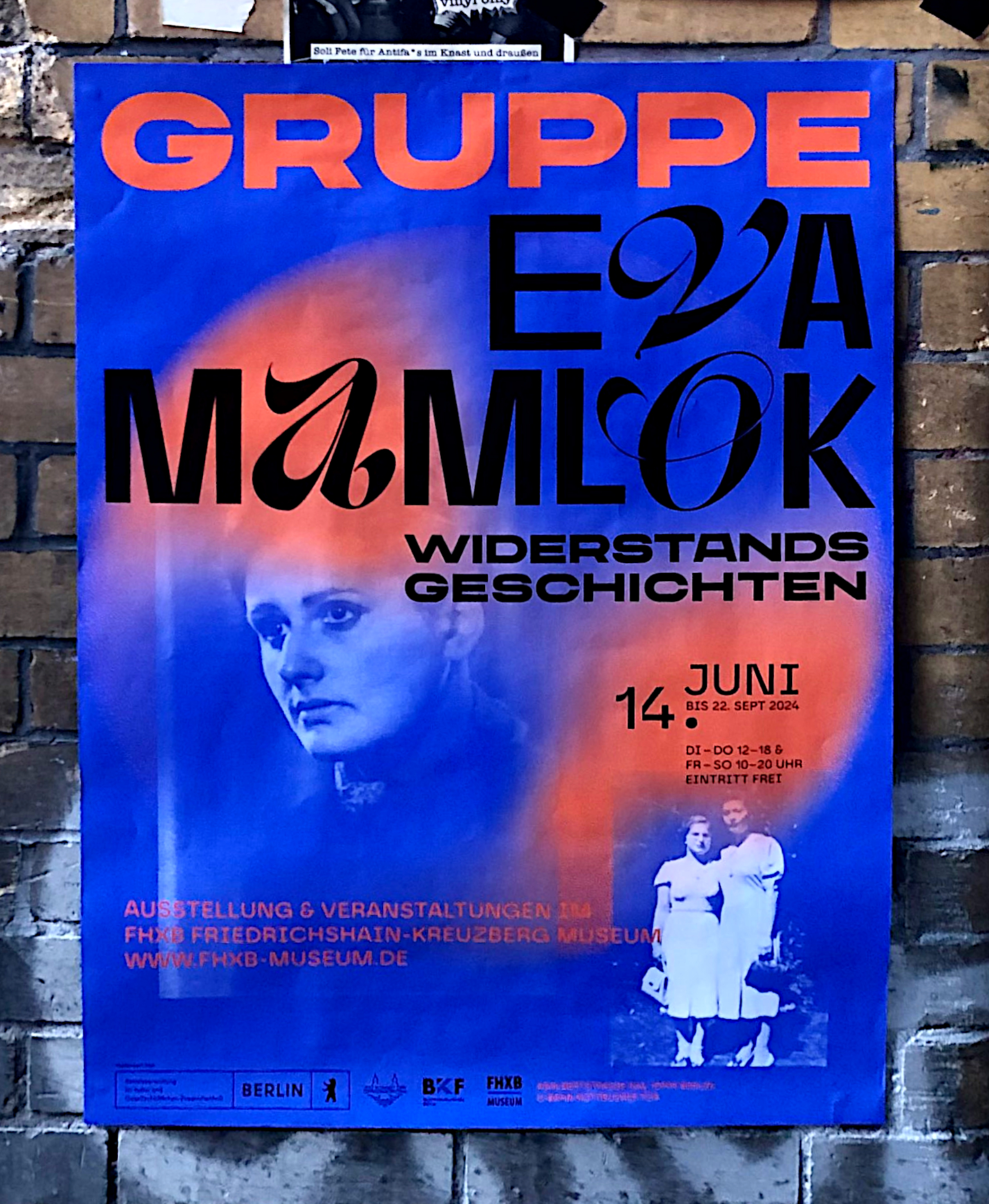
Plakat der Ausstellung Gruppe Eva Mamlok im Friedrichshain-Kreuzberg Museum (2024)
Fotos zeigen v. l. n. r. Eva Mamlok, Marianne Joachim und Inge Berner

Eva Mamlok (geboren am 6. Mai 1918 in Berlin-Kreuzberg; gestorben am 23. Dezember 1944 im KZ Stutthof) war eine deutsche Antifaschistin und jüdische Widerstandskämpferin gegen den Nationalsozialismus.

## Leben

### Herkunft
Eva kam als zweite Tochter des Weingroßhändlers Albert Mamlok (1878–1936) und seiner Frau Martha, geborene Peiser (1884–1942), in einer jüdischen Familie zur Welt. Ihre ältere Schwester Hildegard wurde am 20. November 1912 zuhause geboren, die Familie wohnte zu dieser Zeit in der Kesselstraße 34 in Berlin-Mitte. Ab ca. 1916 wohnten sie in der Neuenburger Straße 3 in Berlin-Kreuzberg, Eva wurde in der Nähe in der Privatklinik von Dr. Wolff und Dr. Schlesinger in der Königgrätzer Straße 46a geboren. In der Neuenburger Straße 3 befand sich das Pfarrhaus der böhmisch-lutherischen Bethlehemsgemeinde, die sich mit der böhmisch-reformierten Bethlehemsgemeinde die Bethlehemskirche in Berlin-Mitte teilte.

### Widerstand und Haft als Jugendliche

Das Kaufhaus von Hermann Tietz nach der Arisierung als Kaufhaus Hertie ca. 1938 in der Belle-Alliance-Straße 1–3, Berlin-Kreuzberg

Eva Mamlok war vermutlich noch keine vierzehn Jahre alt, als sie in der Nähe ihrer Wohnung auf das Dach des Kaufhauses Hermann Tietz am Belle-Alliance-Platz in Berlin-Kreuzberg kletterte und darauf mit Farbe die Parole „Nieder mit Hitler!“ pinselte. Sie wurde verhaftet, aber wieder freigelassen, da sie wegen ihres Alters noch nicht strafmündig war. Diese Aktion ist nicht durch Polizeiberichte oder Zeitungsartikel belegt, sondern nur durch mündliche Überlieferung. Aktenkundig wurde sie erst, als sie am Buß- und Bettag, dem 21. November 1934, zusammen mit dem Neuköllner Sozialisten Edgar Würgau (1914–1963) Blumen oder einen Kranz auf die Gräber von Rosa Luxemburg und Karl Liebknecht am Friedhof der Sozialisten auf dem Zentralfriedhof Friedrichsfelde niederlegte.
An dieser Aktion der verbotenen KPD waren mehrere Personen beteiligt, sie wurde am darauffolgenden Totensonntag wiederholt. Beide wurden verhaftet, Eva befand sich daraufhin seit dem 23. November 1934 in „Schutzhaft“. Bereits am 27. November 1934 wurde ihre Überführung in das niedersächsische Frauenkonzentrationslager Moringen befürwortet. Edgar Würgau wurde in den KZ Lichtenburg und Esterwegen interniert.
Die am 11. Dezember 1934 erfolgte Begründung der Schutzhaft „bis auf weiteres“ bescheinigte Eva aufgrund dieser Aktion, dass „sie staatsfeindlich eingestellt“ sei. Am 20. Dezember 1934 wurde sie in das KZ Moringen überführt, wo sie bis zum 8. Mai 1935 inhaftiert war. Nachkriegsaussagen des überlebenden Edgar Würgau in seiner Entschädigungsakte weisen drauf hin, dass die beiden Verbindungen zur Boysen-Harnack-Gruppe hatten, später bekannt als Rote Kapelle.
Nach ihrer Entlassung aus dem KZ setzte sie die illegale Arbeit fort und kämpfte weiter. Sie war höchstwahrscheinlich der Kopf einer antifaschistischen jüdischen Frauengruppe, die Flugblätter druckte und verteilte sowie um 1940/41 am Zwangsarbeitsplatz von den Nazis verbotene Literatur zirkulieren ließ.

### Erinnerungen an Eva von Pieter Siemsen
1935 traf sie über einen gemeinsamen Bekannten Pieter Siemsen (1914–2004), den Sohn von August Siemsen, der SPD-Reichstagsabgeordneter war und bereits 1933 nach der Machtergreifung durch die Nazis über die Schweiz nach Argentinien emigriert war. Sie war siebzehn Jahre alt, er zwanzig. Siemsen war 1934 aus der Schweiz nach Deutschland abgeschoben worden und musste Reichsarbeits- und Militärdienst leisten.
Er schrieb später in seiner Autobiographie, Eva sei nicht aus der Arbeiterbewegung gekommen und habe keinen politischen Hintergrund gehabt: „Aber sie war aus vollem Herzen gegen die Nazis und wurde mit der Zeit auch politisch bewusst.“ Laut eigener Aussage bei ihrer Verhaftung 1934 war Eva Mamlok jedoch Mitglied in der Sozialistischen Arbeiterjugend (SAJ), die im Juni 1933 zerschlagen wurde, und vermutlich seitdem im illegalen Widerstand aktiv.
Siemsen gehörte zu einer losen antifaschistischen Gruppe, die sich gelegentlich traf, um über Politik zu diskutieren. Er beschreibt eine prägnante Szene mit Eva folgendermaßen:
Die beiden hatten sich verliebt und gingen häufig in Neumeiers Milchbar in der Nähe des Bahnhofs Zoo. Weil dort bekanntermaßen Leute ein- und ausgingen, „die mit den Nazis nichts am Hut hatten“, wurde das Lokal vermutlich von der Gestapo überwacht. Pieter Siemsen dazu: „Da war einer, der uns die ganze Zeit unverschämt anglotzte. Ich wollte ihn zur Rede stellen und fragen, warum er uns so anstarrte. Ich war sehr impulsiv, manchmal auch leichtsinnig. Eva sagte, ich solle Ruhe geben. Es war eine gefährliche Situation, sie war Jüdin, ich trug Uniform. Wir konnten uns keinen Aufruhr leisten. Aber ich wollte aufspringen und auf den Mann zugehen. Da haute sie mir plötzlich eine runter. In diesem Moment wurde mir klar, in welcher Gefahr wir uns befanden. Sie ging raus, ich hinterher, und wir rannten zusammen weg.“
Pieter Siemsen konnte im Herbst 1937 nach Argentinien auswandern. Zuvor kauften sich Siemsen und Mamlok bei Woolworth „Eheringe für 90 Pfennig das Paar“. Nach Siemsens Erinnerung schrieben sie sich nach seinem Weggang noch zahlreiche Briefe. Durch Siemsen ist auch das einzige Foto von Mamlok überliefert, das er vermutlich vor der Abreise von ihr erhielt und in seiner Autobiografie abdruckte, sowie das einzige erhaltene Selbstzeugnis in Form ihres Abschiedsbriefes an ihn.

### Tod des Vaters, Ende der Weinhandlung, Geburt der Tochter Tana
Die Mamlok & Söhne Wein und Spirituosen AG in der Markgrafenstraße 84 in Kreuzberg hatten Evas Vater Albert Mamlok und sein Bruder Julius 1923 in Berlin gegründet. Die Firma erlosch 1932. Die Gründe für ihren wirtschaftlichen Niedergang sind nicht bekannt.
Am 10. November 1936 starb Albert Mamlok im Alter von 58 Jahren im Jüdischen Krankenhaus Berlin; er wurde auf dem Jüdischen Friedhof Berlin-Weißensee bestattet. Sein Bruder Julius Mamlok war bereits am 19. März 1933 in Zehlendorf gestorben.
Evas Mutter Martha Mamlok betrieb von 1932 bis Ende 1938 in der Neuenburger Straße 3 in einem Ladengeschäft im Souterrain die „Wein- und Spirituosenhandlung Martha Mamlok“. Nach den Novemberpogromen 1938 wurde Juden durch die Verordnung zur Ausschaltung der Juden aus dem deutschen Wirtschaftsleben vom 12. November 1938 der Betrieb von Einzelhandelsverkaufsstellen mit Wirkung zum Jahresende 1938 untersagt. Ob das Geschäft bei den Novemberpogromen geplündert wurde, ist nicht bekannt, aber sehr wahrscheinlich; die wirtschaftliche Existenz der Familie wurde dadurch zerstört.
Eva lebte im Mai 1939 mit ihrer Mutter, ihrer Schwester Hildegard und ihrer Tante Rosa Peiser zusammen in einer 3-Zimmer-Wohnung in der Neuenburger Straße 3.
Am 3. September 1939 brachte Eva im Jüdischen Krankenhaus Berlin ihre uneheliche Tochter Tana zur Welt. Seit August 1938 waren für jüdische Kinder nur noch wenige Vornamen gestattet, darunter Tana. Der Vater des Kindes ist unbekannt; der anderthalb Jahre zuvor emigrierte Pieter Siemsen kann es nicht gewesen sein. Nach der Erinnerung ihrer späteren Arbeitskollegin Inge Gerson war der Vater des Kindes selbst nicht jüdisch, doch um ihn vor dem „Rassenschande“-Paragraphen der Nürnberger Gesetze zu schützen, habe Eva stets angegeben, der Vater sei ein ausgewanderter Jude. In Tanas Geburtseintrag beim Standesamt Berlin-Wedding wird Evas Beruf mit „Hausangestellte“ angegeben.

### Zwangsarbeit in Berlin
Eva Mamlok musste Zwangsarbeit in der Fabrik der F. Butzke Schrauben-Industrie und Fassondreherei GmbH in der Brandenburgstraße 72–75 (heute Lobeckstraße 76) in Kreuzberg leisten. Hier lernte sie im April 1941 Inge Gerson kennen, die sich Evas Gruppe anschloss. Berner, nach 1945 die einzige Überlebende der Gruppe, legte direkt nach Kriegsende und später in den USA immer wieder Zeugnis von deren Aktivitäten ab. Sie erinnerte sich an Eva Mamlok als sehr lebenslustige Person. An der Drehmaschine in der Fabrik sang sie die längst verbotene Dreigroschenoper: „She was very beautiful, full of fun, and always singing.“

### Erneute Verhaftung 1941 und Deportation nach Riga 1942
Ende September 1941 wurden Eva Mamlok, Inge Gerson und Inge Levinson, eine weitere Zwangsarbeiterin bei der F. Butzke Schraubenindustrie und Dreherei GmbH, verhaftet. Ein missgünstiger Vorarbeiter hatte die am Arbeitsplatz verliehenen verbotenen Bücher der Gestapo gemeldet, und eins enthielt leichtsinnigerweise Inges Exlibris. Kurz zuvor hatte sich ein Kontaktmann ihrer Widerstandsgruppe das Leben genommen und vermutlich belastendes Material hinterlassen, das die Gestapo fand. Es handelte sich dabei sehr wahrscheinlich um Heinz Allenstein (1914–1941), der sich am 28. September 1941 das Leben nahm und zusammen mit seiner Frau Annelise Allenstein (1910–1985; geb. Cassel; überlebte als Elisabeth Gorn) nur zwei Häuser weiter in der Neuenburger Straße 1 zur Untermiete wohnte.
Die drei Frauen wurden in das Polizeigefängnis am Alexanderplatz gebracht. Wegen „Zersetzung der Wehrkraft des deutschen Volkes“ wurden sie nach Erinnerung von Inge Berner zum Tode verurteilt, das Urteil jedoch später in lebenslange KZ-Haft umgewandelt. Laut Berner gelang dies durch Bestechung und die Intervention ihres nichtjüdischen Onkels.
Evas Schwester Hildegard Mamlok starb am 11. Dezember 1941 im Alter von 29 Jahren an Tuberkulose in der Neuenburger Straße 3, während Eva in Haft war. Hildegard musste Zwangsarbeit bei der AEG leisten und wurde neben ihrem Vater Albert Mamlok ohne Grabstein auf dem Jüdischen Friedhof Berlin-Weißensee beerdigt.
Am 13. Januar 1942 wurden Eva Mamlok, Inge Gerson und Inge Levinson mit dem 8. „Osttransport“ ins Ghetto von Riga deportiert. Eva musste in Arbeitskommandos nahe der lettischen Hauptstadt Zwangsarbeit leisten, unter anderem beim Bau des Flugplatzes Riga-Spilwe.

### Widerstand in Riga
Nach Inge Gerson war Eva Mamlok auch in Riga weiterhin aktiv im Widerstand. Auf der Baustelle des Flugplatzes hatte Gerson einen deutschen Ingenieur kennengelernt, der für sie Post an ihre mit einem nichtjüdischen Mann verheirateten Tante in Berlin schickte, die schließlich, ohne es zu wissen, eine in einem Kuchen versteckte Minikamera von Berlin nach Riga schickte:

“And Eva, who was with me at the construction site, with some Latvians, she had taken up some connection again with the resistance group. […] She was a very courageous girl. And they told her that my aunt should contact such-and-such, and they would give her a cake and she should send the cake to me. Which she did, not knowing what was with the cake or anything. Well, in the cake was a miniature camera. And Eva gave that to someone, I don’t know to whom. But there were pictures taken with it, and some appeared in books, these pictures.”

„Und Eva, die mit mir und ein paar Letten auf der Baustelle war, hatte wieder Verbindung mit der Widerstandsgruppe aufgenommen. […] Sie war eine sehr mutige Frau. Und sie sagten ihr, dass meine Tante mit Soundso Kontakt aufnehmen sollte, die würden ihr einen Kuchen geben und sie sollte mir den Kuchen schicken. Das tat sie, ohne zu wissen, was es mit dem Kuchen und alldem auf sich hatte. Nun, in dem Kuchen war eine Miniaturkamera. Und Eva gab die jemandem, ich weiß nicht wem. Aber damit wurden Fotos gemacht, und ein paar von diesen Bildern sind in Büchern erschienen.“

Diese heimlichen Fotos aus Riga konnten bisher nicht eindeutig identifiziert werden.

### Deportation von Mutter, Tante und Tochter 1942
Evas Mutter Martha Mamlok wurde zusammen mit ihrer Schwester Rosa Peiser mit dem 21. „Osttransport“ vom 19. Oktober 1942 aus Berlin ebenfalls nach Riga deportiert und dort gleich nach der Ankunft am 22. Oktober 1942 ermordet. Unter den 959 Menschen in diesem Transport befanden sich auch fast 60 Kinder zwischen zwei und 16 Jahren aus dem Baruch Auerbach’schen Waisenhaus in der Schönhauser Allee 162 und drei ihrer Betreuerinnen. Tana Mamlok, Evas dreijährige Tochter, verblieb spätestens nach der Deportation der Großmutter allein in Berlin im Jüdischen Waisenhaus in der Schönhauser Allee 162, ihre letzte bekannte Anschrift vor der Deportation war die Alte Schönhauser Straße 4. Nach der zwangsweisen Auflösung des Waisenhauses wurde Tana mit dem 23. „Osttransport“ vom 29. November 1942 in das Vernichtungslager Auschwitz-Birkenau deportiert und dort ermordet. Unter den 998 Personen dieses Transports waren 75 Kinder im Alter von zehn Monaten bis 16 Jahren, überwiegend aus dem Jüdischen Waisenhaus in der Schönhauser Allee 162. Warum Tana getrennt von ihrer Großmutter deportiert wurde, ist nicht bekannt. In der für sie ausgefüllten Vermögenserklärung wird sie als „Waisenkind“ mit unbekanntem Geburtsort bezeichnet; von Martha Mamlok und Rosa Peiser sind keine Vermögenserklärungen vorhanden.

### Haft und Tod im KZ Stutthof 1944
Auf Anordnung der Sicherheitspolizei Riga wurde Eva Mamlok am 1. Oktober 1944 ins Konzentrationslager Stutthof gebracht, wo sie die Häftlingsnummer 94020 bekam. Die Gründe für diese Überstellung sind nicht näher benannt; sie wird vermutlich auf die Auflösung des KZ Riga-Kaiserwald zurückgehen.
Am 23. Dezember 1944 um 8:35 Uhr starb Eva Mamlok nach offiziellen Angaben im Block 21 des KZ Stutthof an „allgemeiner Körperschwäche“.
Inge Berner ging in ihren Erinnerungen 1991 noch davon aus, dass Eva bereits 1943 in Spilwe aufgrund von Unterernährung, extrem harter Arbeit und allgemeiner Mangelsituation an einer Sepsis gestorben sei.
Berner selbst gelang nur einen Monat später im Januar 1945 gemeinsam mit Charlotte Arpadi die Flucht aus einem Außenlager von Stutthof. Sie überlebte, kehrte im Sommer 1945 nach Berlin zurück und emigrierte im Juli 1949 mit ihrem Mann Wolf Berner in die USA.

## Ehrungen

### Stolpersteine
Am 10. Oktober 2011 wurde für Eva Mamlok in der Neuenburger Straße 1 (ehemalige Neuenburger Straße 3) in Berlin-Kreuzberg ein Stolperstein verlegt.
Am 16. Oktober 2024 wurden weitere Stolpersteine für Tana Mamlok, Hildegard Mamlok, Martha Mamlok und Rosa Peiser vor der Neuenburger Straße 1 verlegt.

Stolpersteine für die Familie Mamlok in Kreuzberg, Neuenburger Straße 1
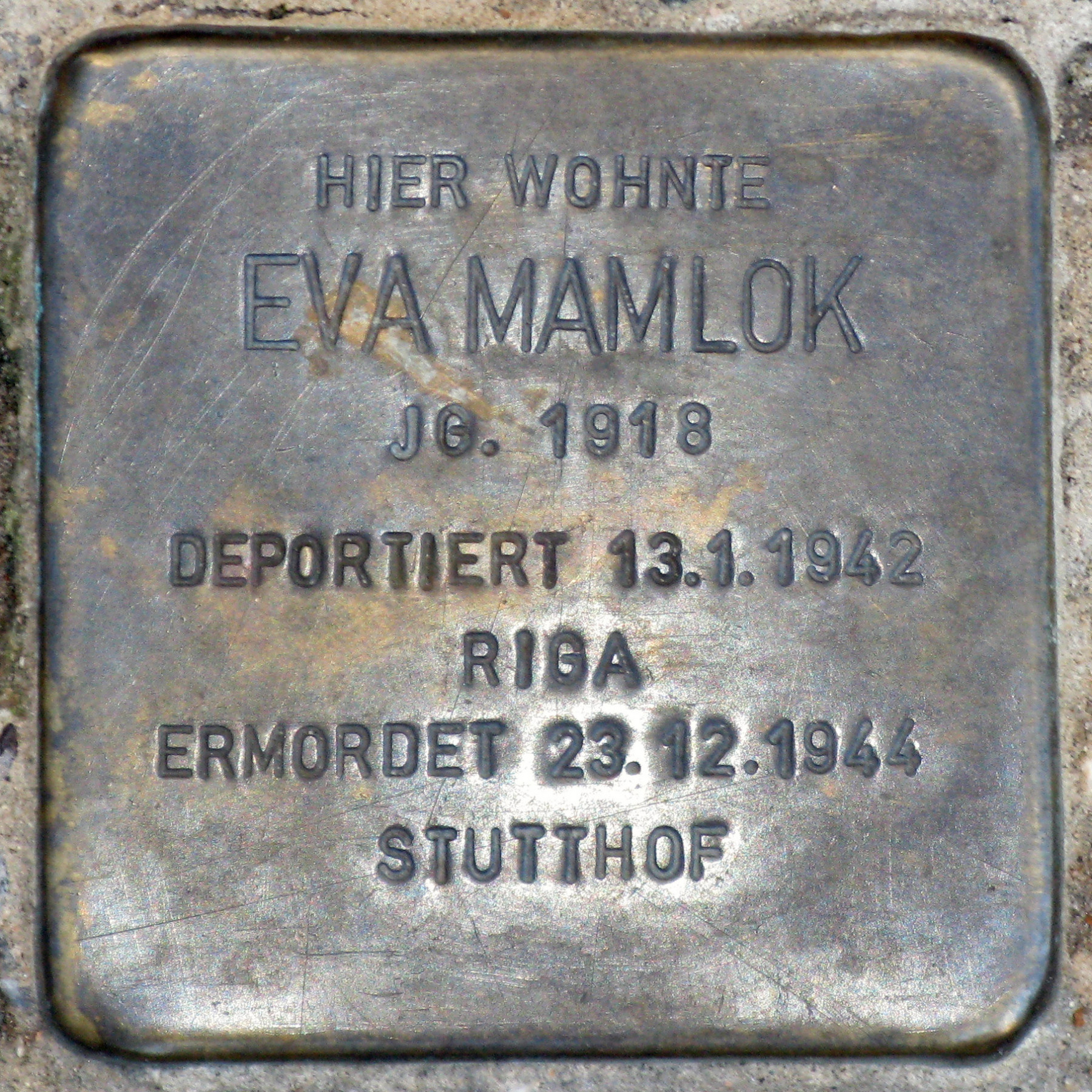
Stolperstein für Eva Mamlok
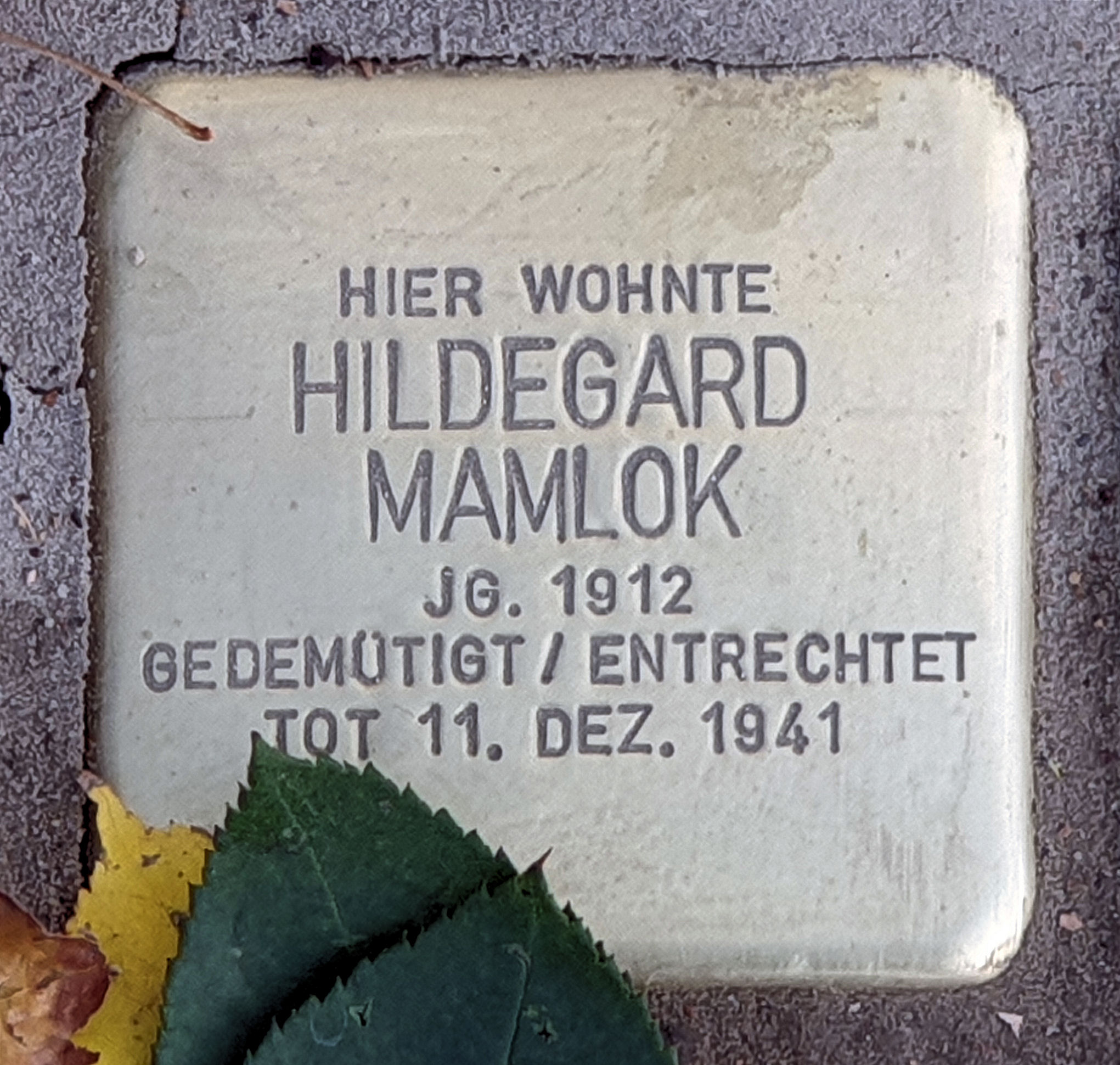
Stolperstein für Hildegard Mamlok
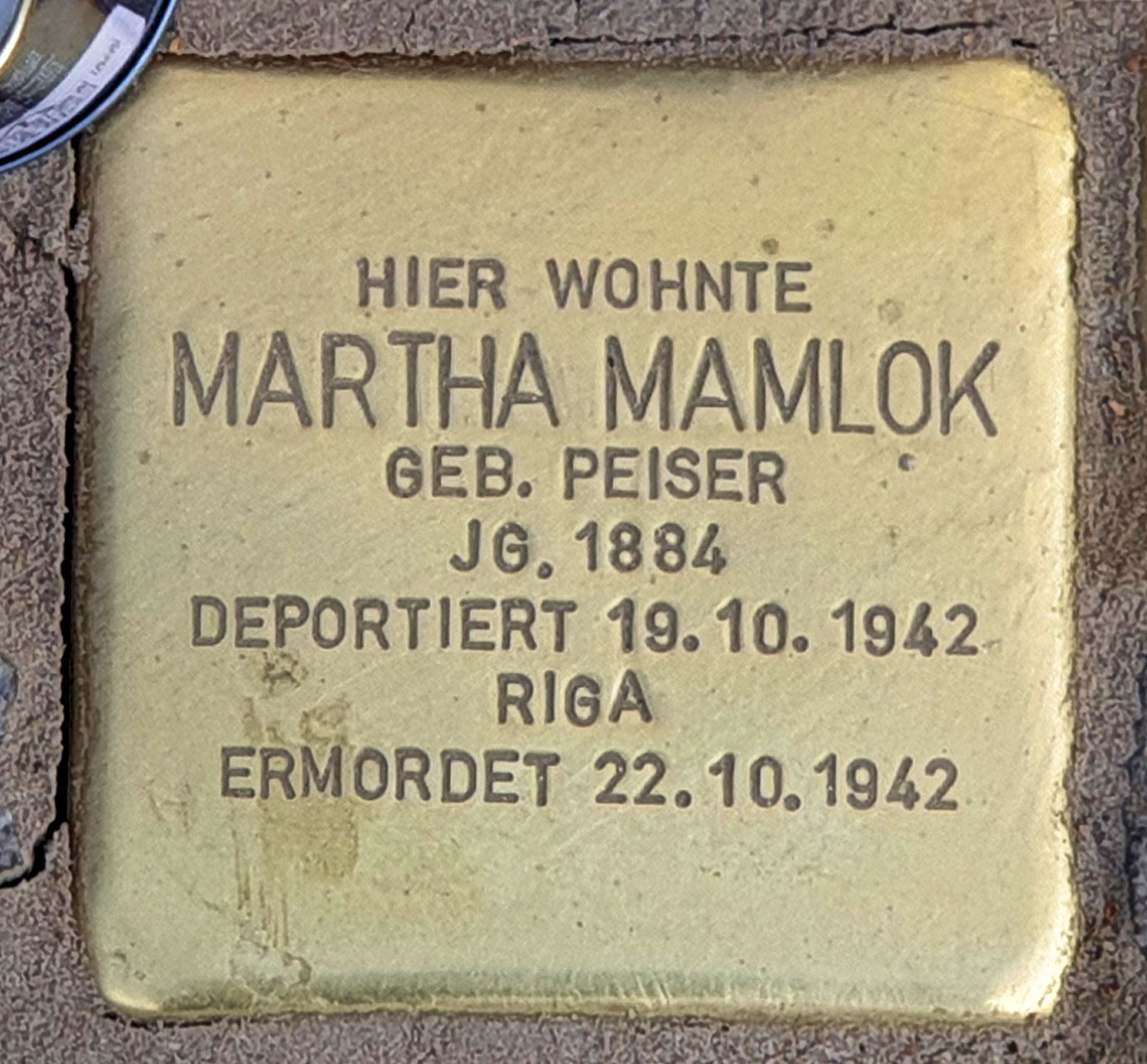
Stolperstein für Martha Mamlok
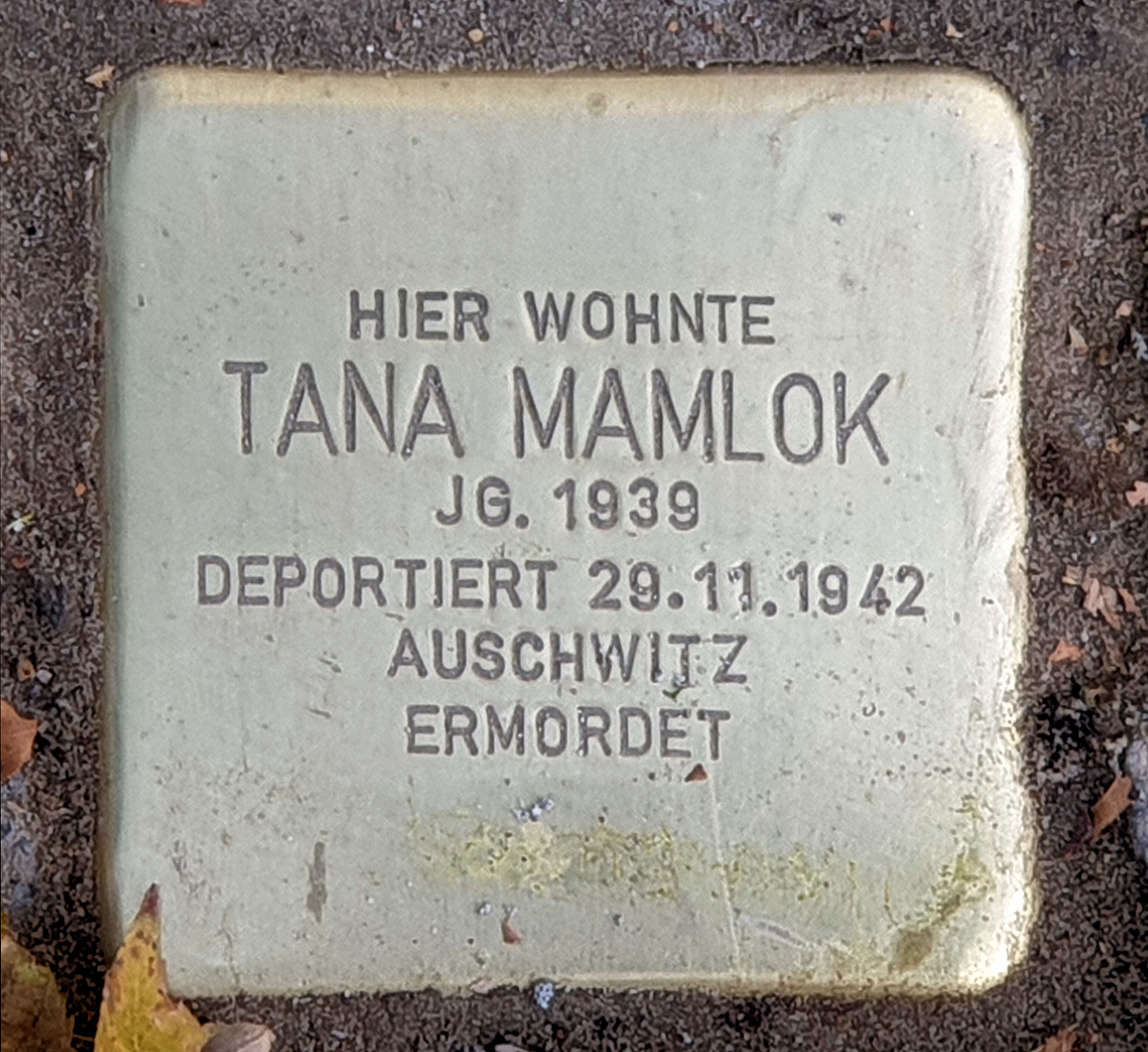
Stolperstein für Tana Mamlok
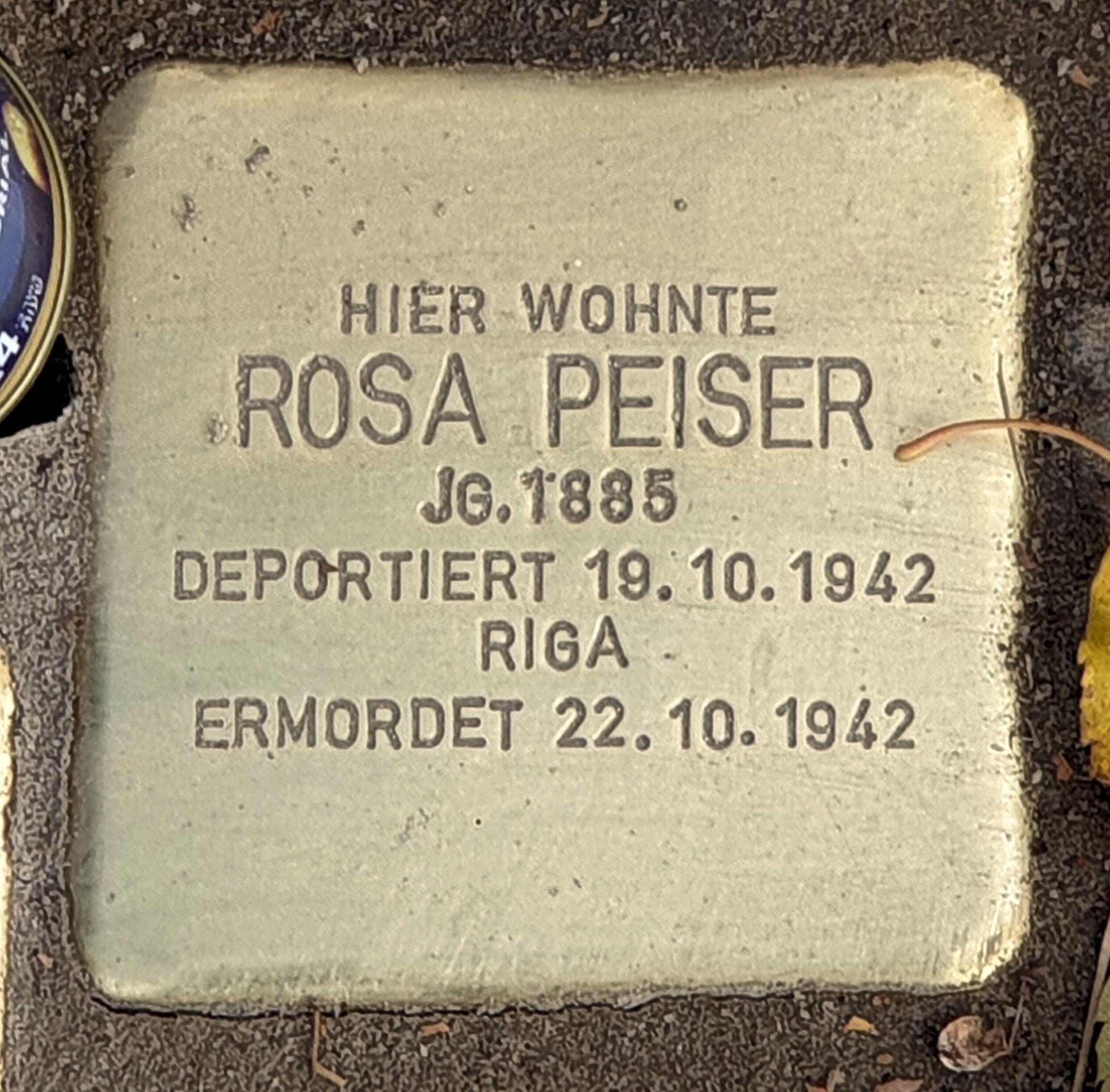
Stolperstein für Rosa Peiser

### Ausstellung Gruppe Eva Mamlok – Widerstandsgeschichten
Das FHXB Friedrichshain-Kreuzberg Museum zeigte vom 14. Juni bis 22. September 2024 eine Sonderausstellung über die Gruppe Eva Mamlok.
Das Neue Deutschland, der Tagesspiegel und die tageszeitung berichteten über die Ausstellung und die Widerstandsgeschichte der Gruppe Eva Mamlok.

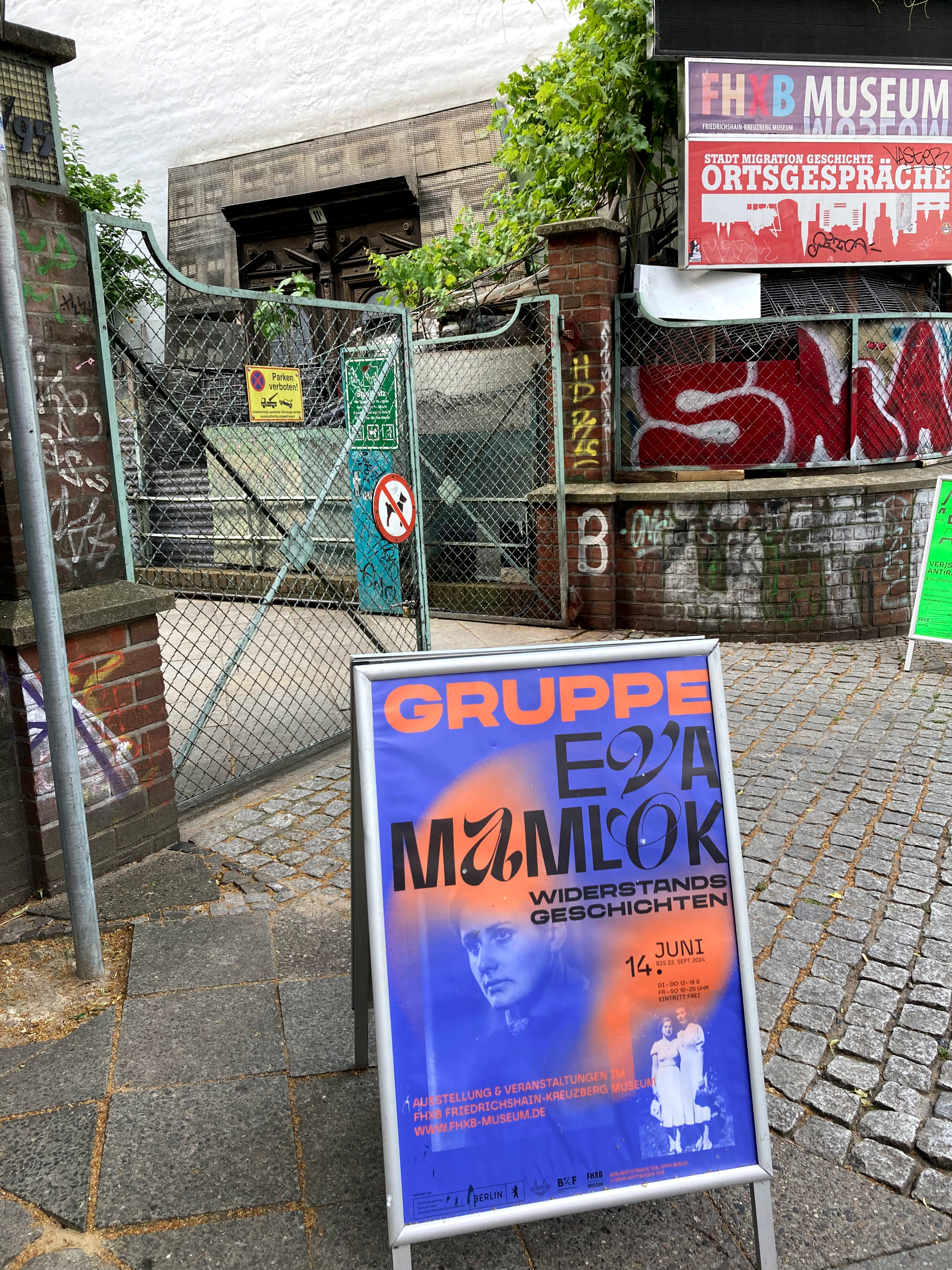
Plakat zur Ausstellung vor dem Eingang vom Museum
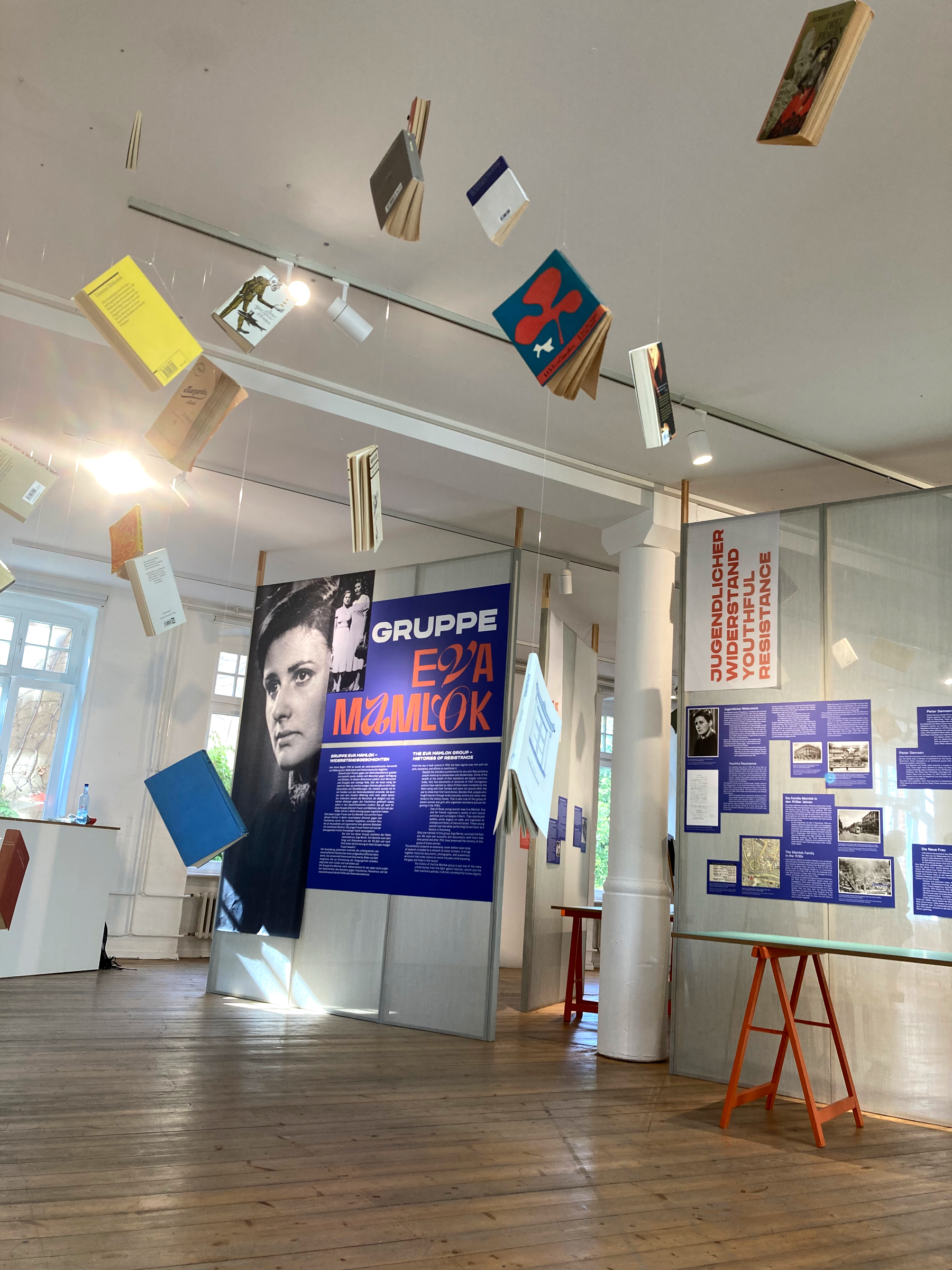
Eingangsbereich der Ausstellung bei der Eröffnung am 14. Juni 2024
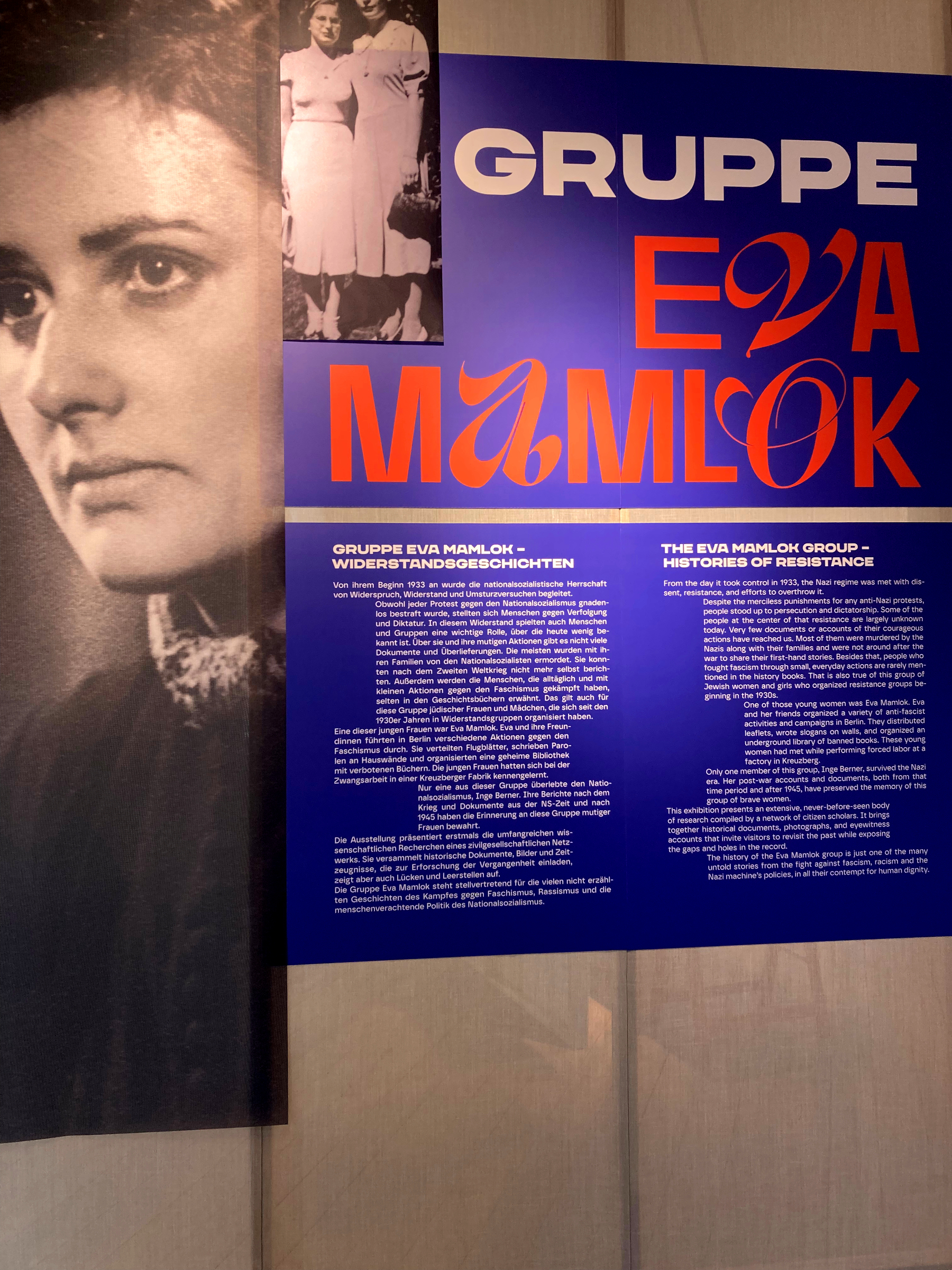
Im Eingangsbereich mit Foto von Eva Mamlok
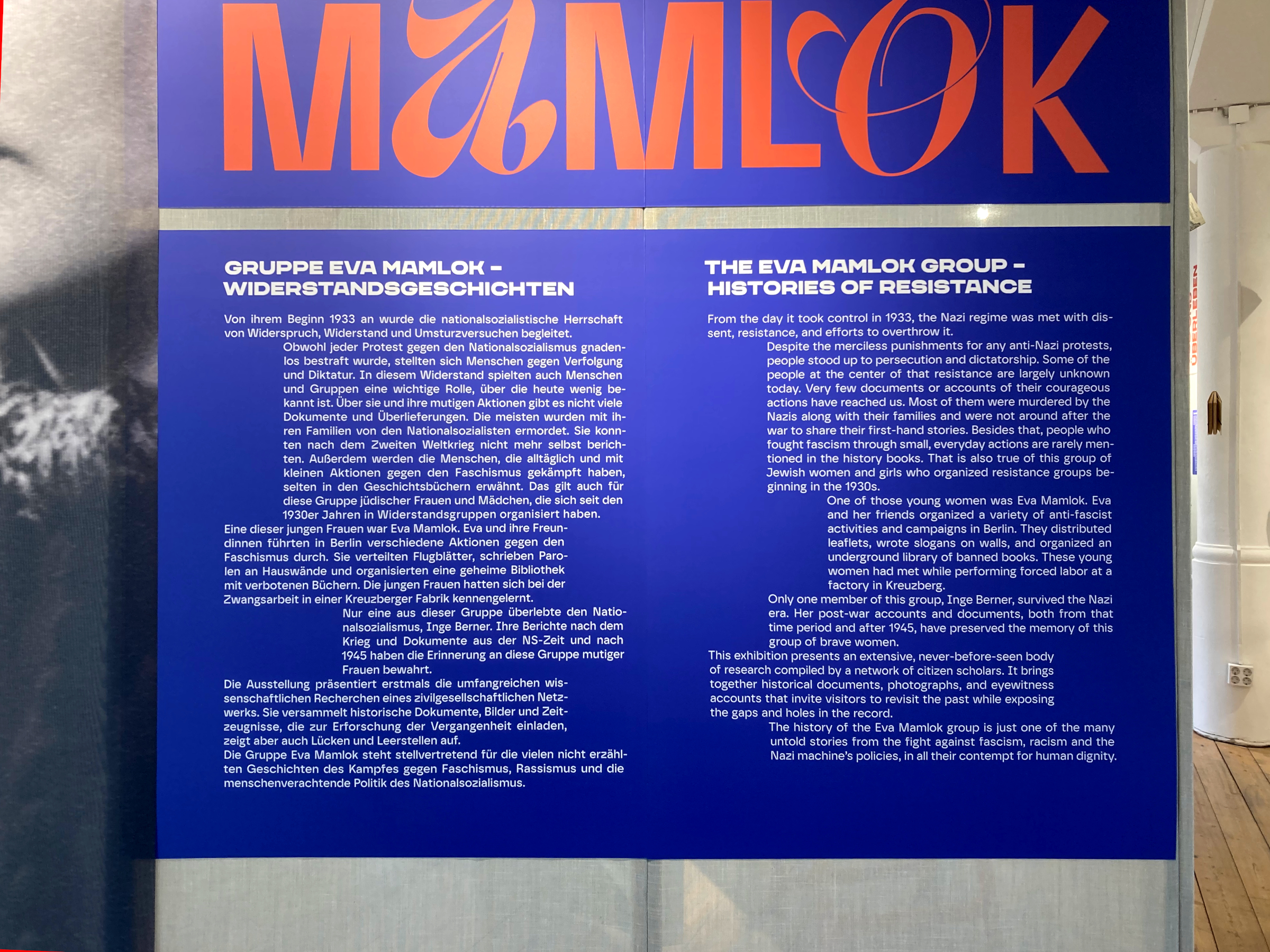
Text (DE/EN) zur Gruppe Eva Mamlok – Widerstandsgeschichten
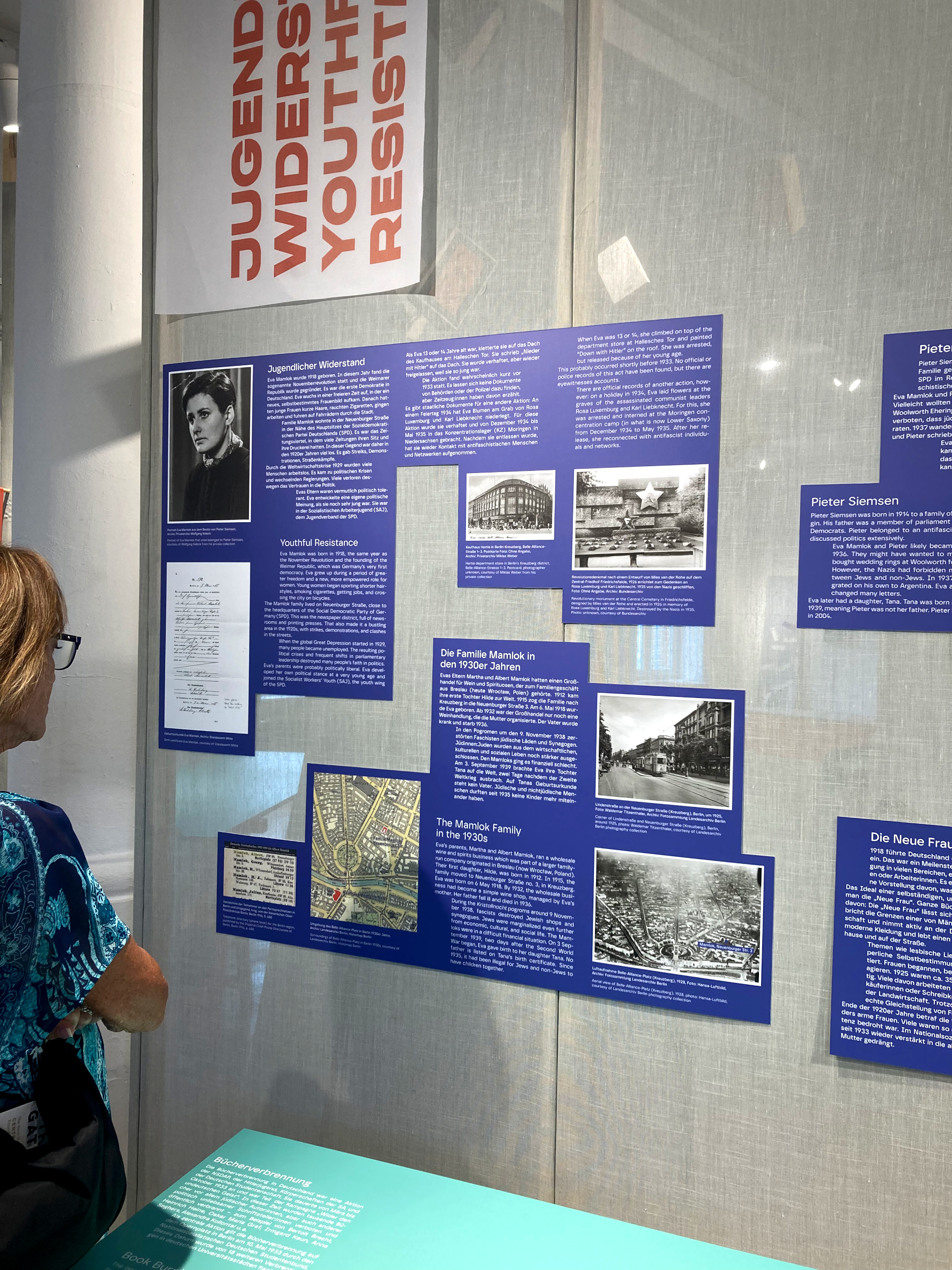
Inge Berners Tochter bei „Jugendlicher Widerstand“

### Eva-Mamlok-Bibliothek
Die Rosa-Luxemburg-Stiftung hat ihre Bibliothek in Berlin zur Erinnerung an den Widerstand der Gruppe Eva Mamlok und an den Mut junger Frauen gegen den Faschismus nach Eva Mamlok benannt.

### Eva-Mamlok-Platz
Eine Initiative des UpStadt e. V. setzt sich seit August 2024 nach der Ausstellung Gruppe Eva Mamlok – Widerstandsgeschichten für die Umbenennung des Blücherplatzes in Kreuzberg in Eva-Mamlok-Platz ein. Am 23. Januar 2025 fand im AGB PopUp der Amerika-Gedenkbibliothek am Blücherplatz auf Einladung des Freundeskreises der ZLB (Zentral- und Landesbibliothek Berlin) eine Informations- und Diskussionsveranstaltung dazu statt. Diese Initiative führte zu einem gemeinsamen Antrag von SPD, Bündnis 90/Die Grünen und Die Linke in der Bezirksverordnetenversammlung (BVV) Friedrichshain-Kreuzberg, der am 29. Januar 2025 mit großer Mehrheit angenommen und zur Umsetzung in die Ausschüsse Diversity und Antidiskriminierung und Kultur und Bildung überwiesen wurde. Es soll ergänzend auch eine Stele mit Informationen zu Eva Mamloks Leben und Widerstand errichtet werden.

Flyer Eva-Mamlok-Platz statt Blücherplatz! (Vorderseite)
Flyer Eva-Mamlok-Platz statt Blücherplatz! (Rückseite)

### Sonderbriefmarke
Im Frühjahr 2026 wird Mamlok im Briefmarken-Jahrgang 2026 der Bundesrepublik Deutschland in der Serie „Frauen im Widerstand gegen den Nationalsozialismus“ mit einer Sondermarke im Wert von 95 Cent gewürdigt werden.